# خانواده بلورفروشان
خانواده بلورفروشان خانواده بازرگان، کارآفرین، بانکدار و نیکوکار ایرانی است، که در سال ۱۹۵۲ بانک صادرات ایران را تأسیس نمودند. پیشینه تشکیل خانواده بلورفروشان به پیش از روی کار آمدن قاجاریان بازمی‌گردد. این خانواده در ابتدای قرن ۱۹ محمد اسماعیل بلورفروشان که هم‌دوره ناصرالدین شاه بود، اقدام به تأسیس کارخانه بلورفروشان نمود، که از این طریق نیز وارد تجارت بلورجات و تولید فولاد گردید.
بانک صادرات ایران که در سال ۱۹۵۲ توسط احمد بلورفروشان راه‌ اندازی شده بود، در پی انقلاب ۱۳۵۷ همچون سایر بانک‌ها و موسسات سودآور دیگر، ملی اعلام شد و کلیه دارایی‌های خانواده بلورفروشان در این بانک سلب گردید. در حال حاضر مالک شبکه‌ای از ۳٫۲۴۸ شعبه، با بیش از ۲۹٫۰۰۰ کارمند در سراسر ایران است، همچنین دارای ۲۸ شعبه بین‌المللی در ۱۲ کشور جهان نیز می‌باشد.